# Věra Suková
Věra Pužejová Suková, češka tenisačica, * 13. junij 1931, Uherské Hradiště, Češkoslovaška, † 13. maj 1982, Praga.
V posamični konkurenci je največji uspeh kariere dosegla leta 1962, ko se je uvrstila v finale turnirja za Prvenstvo Anglije, kjer jo je v dveh nizih premagala Karen Susman. Na turnirjih za Amatersko prvenstvo Francije se je najdlje uvrstila v polfinale v letih 1957 in 1963, na turnirjih za Nacionalno prvenstvo ZDA pa v četrtfinale leta 1962. V konkurenci ženskih dvojic se je trikrat uvrstila v četrtfinale turnirja za Prvenstvo Anglije, v konkurenci mešanih dvojic pa je skupaj z Jiříjem Javorskýjem leta 1957 osvojila turnir za Amatersko prvenstvo Francije, leta 1961 pa se uvrstila v finale istega turnirja.
Tudi njena hči Helena Suková in sin Cyril Suk sta nekdanja tenisača.

## Finali Grand Slamov

### Posamično (1)

#### Porazi (1)
| Leto | Turnir            | Nasprotnica v finalu | Rezultat finala |
| 1962 | Prvenstvo Anglije | Karen Susman         | 4–6, 4–6        |

### Mašane dvojice (2)

#### Zmage (1)
| Leto | Turnir                       | Partner       | Nasprotnika v finalu   | Rezultat finala |
| 1957 | Amatersko prvenstvo Francije | Jiří Javorský | Edda Buding Luis Ayala | 6–3, 6–4        |

#### Porazi (1)
| Leto | Turnir                       | Partner       | Nasprotnika v finalu   | Rezultat finala |
| 1961 | Amatersko prvenstvo Francije | Jiří Javorský | Darlene Hard Rod Laver | 0–6, 6–2, 3–6   |